# Southwark
Southwark – dzielnica Londynu, na południowym brzegu Tamizy, część gminy London Borough of Southwark. Southwark zostało wspomniane w Domesday Book (1086) pod nazwą Sudwerc(h)a/Sudwerche.